# Smagliczka pagórkowa
Smagliczka pagórkowa, smagliczka piaskowa (Alyssum montanum L.) – gatunek rośliny wieloletniej z rodziny kapustowatych.

## Rozmieszczenie geograficzne
Występuje w środkowej i południowej Europie. W Polsce rośnie głównie w dolinach Odry i Wisły.  

## Morfologia

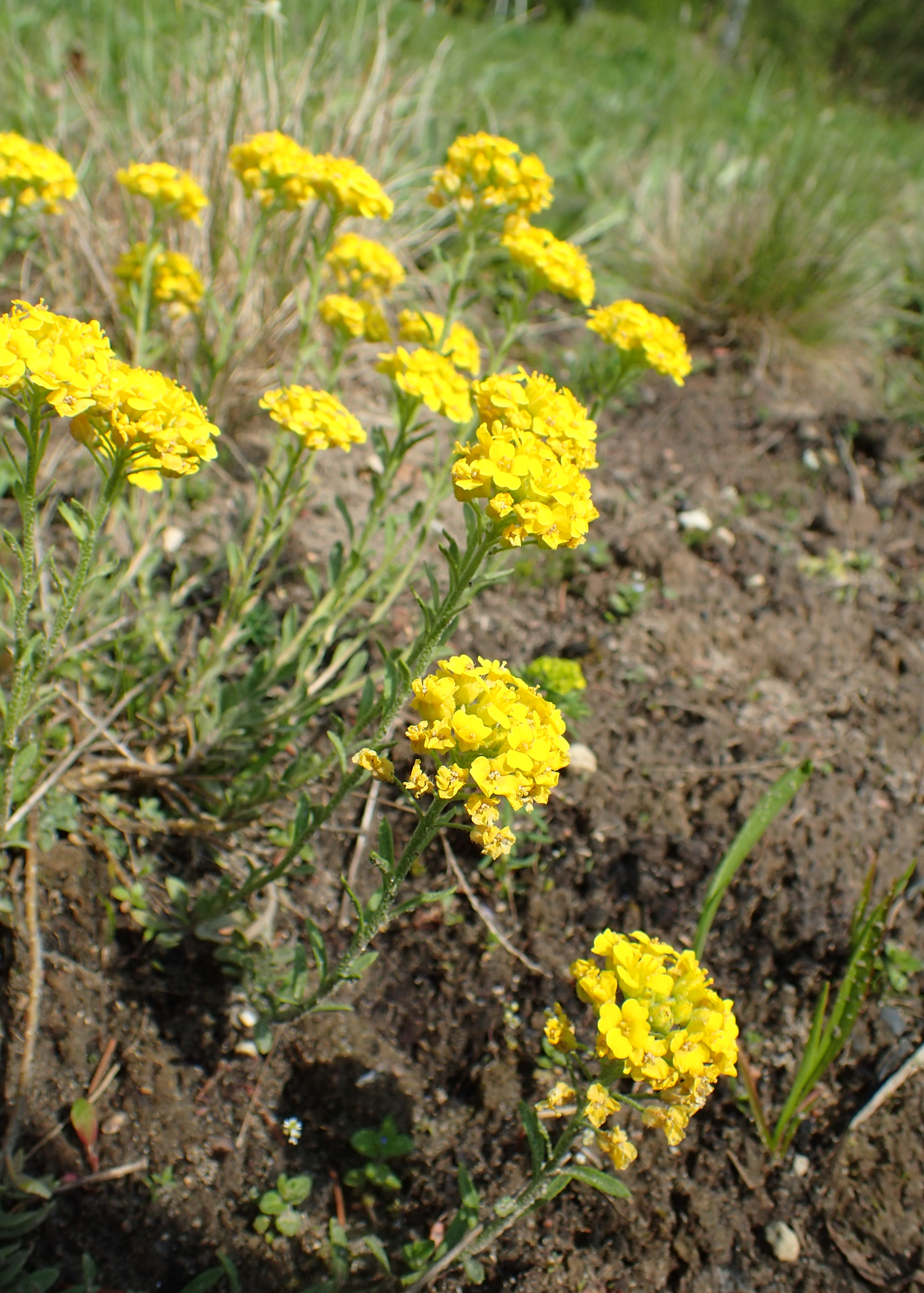
Pokrój

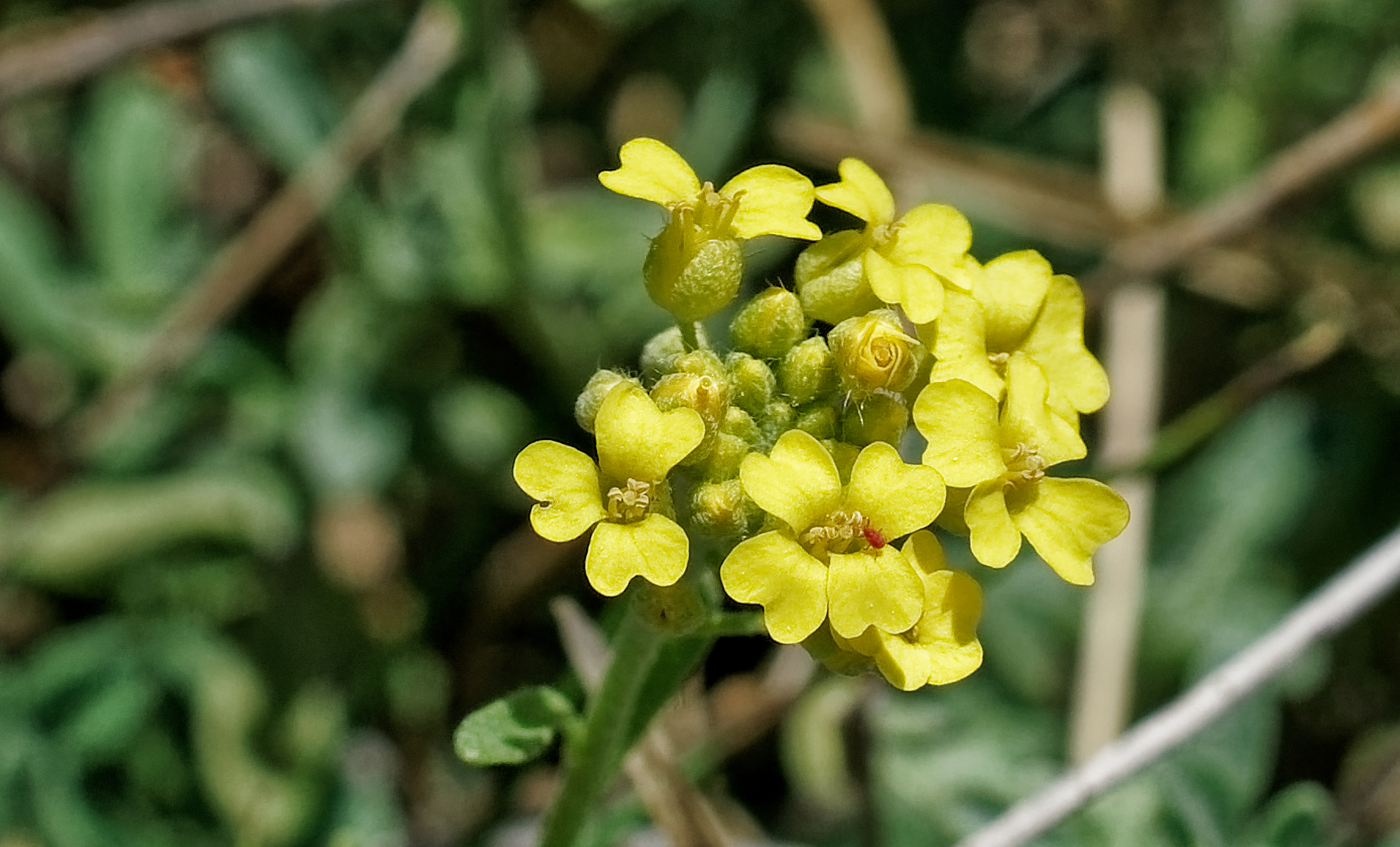
Kwiaty

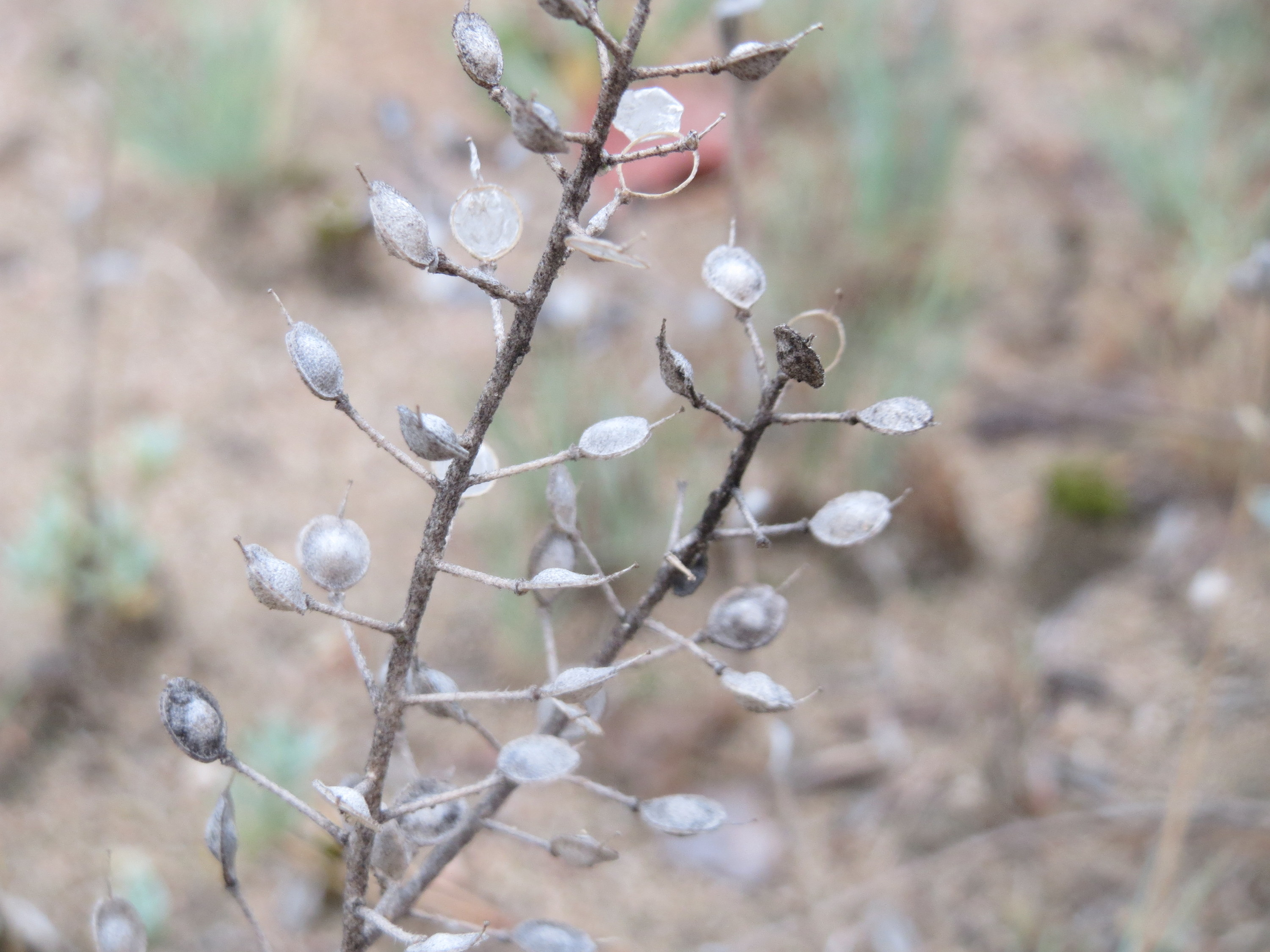
Owoce

ŁodygaPołogowata lub wzniesiona, u dołu drewniejąca, wysokość od 5 do 20 cm.
LiściePodłużne łopatkowe lub równowąskie, szare.
KwiatyPromieniste, złotożółte, o 4 płatkach długości 4-6 mm. Opadają po przekwitnięciu kwiatów.
OwocŁuszczynki na szypułkach o długości 5-8 mm. Zakończone są szyjką o długości 2,5 mm.

## Biologia i ekologia
Półkrzew, chamefit. Kwitnie od kwietnia do maja. Siedlisko: murawy kserotermiczne, suche, piaszczyste pola, mury, skały. W klasyfikacji zbiorowisk roślinnych gatunek charakterystyczny dla Ass. Potentillo-Stipetum capillatae.

## Zmienność
Gatunek zróżnicowany na trzy podgatunki:
- Alyssum montanum subsp. atlanticum (Desf.) O.Bolòs & Vigo
- Alyssum montanum subsp. gmelinii (Jord.) Hegi & Em.Schmid - podgatunek charakterystyczny muraw piaskowych ze związku Koelerion glaucae
- Alyssum montanum subsp. montanum

## Zagrożenia i ochrona
Gatunek umieszczony na polskiej czerwonej liście w kategorii NT (bliski zagrożenia).